# Pleurothallis fastidiosa
Pleurothallis fastidiosa là một loài thực vật có hoa trong họ Lan. Loài này được Luer miêu tả khoa học đầu tiên năm 1977.